# Semi-contact
Il semi-contact (o point-fighting) è una delle specialità della kickboxing, viene praticato sul tatami. L'obbiettivo del combattimento è accumulare un punteggio superiore rispetto a quello accumulato dal proprio avversario al termine dell'incontro.

## Il quadrato di gara
Il combattimento si svolge su un tatami di forma quadrata che ha area 7x7 (è tuttavia possibile che in determinate competizioni il tatami misuri 6x6). All'esterno del quadrato di gara, lungo un lato, si trova un banco sul quale saranno esposti il tabellone segnapunti e il timer.

## Regolamento

### Assegnazione dei punti
Per ogni tecnica valida portata su un bersaglio valido, all'atleta che ha eseguito la suddetta tecnica vengono assegnati dei punti. I bersagli contemplati nel semi contact sono: 
- la testa, in ogni sua parte a eccezione della sommità;
- la parte frontale del tronco, al disopra della vita (spalle escluse);
- le parti laterali del tronco, al disopra della vita;
- la parte posteriore dell'articolazione del piede (solo per la spazzata a favore di articolazione).

In base alla tecnica eseguita e al bersaglio colpito il punteggio assegnato varia secondo le seguenti regole: 
- tecnica di pugno su qualsiasi bersaglio valido: 1 punto;
- tecnica di calcio al tronco: 1 punto;
- tecnica di calcio alla testa: 2 punti;
- tecnica di calcio saltato al tronco: 2 punti;
- tecnica di calcio saltato alla testa: 3 punti;
- spazzata a favore di articolazione: 1 punto.

(Una tecnica viene considerata "saltata" se al momento del contatto con il bersaglio l'atleta che sta eseguendo la tecnica non ha nessun punto di appoggio sul tatami).
Una tecnica viene considerata valida solo se opportunamente richiamata dopo il contatto con il bersaglio e se seguita dallo sguardo dell'atleta che esegue la tecnica.

### Azioni illegali
Nel semi contact sono considerate illegali le seguenti azioni:
- utilizzare una qualsiasi tecnica di ginocchiata;
- utilizzare una qualsiasi tecnica di gomitata;
- colpire una parte del corpo che non sia bersaglio valido;
- afferrare o bloccare qualsiasi parte del corpo dell'avversario;
- dare le spalle all'avversario;
- sfilare il guanto per aver un maggiore allungo dello stesso;
- andare volontariamente a terra (un atleta è considerato "a terra" non appena tocca il tatami con una parte del corpo diversa dai piedi);
- usare la testa per colpire;
- parlare durante il combattimento;
- sputare;
- colpire l'avversario dopo che il combattimento è stato fermato;
- non rispettare i comandi dell'arbitro;
- non controllare i colpi.

### Uscite e Warning
Se un atleta esce dal quadrato di gara, ossia appoggia almeno un piede fuori dal tatami, riceve una penalità per "uscita". Non viene considerata un'uscita se l'atleta che esce dal quadrato di gara, esce perché spinto dall'avversario o durante l'esecuzione di una tecnica offensiva. Le uscite vengono così conteggiate:
- prima uscita: -1 punto;
- seconda uscita: -1 punto;
- terza uscita: -1 punto;
- quarta uscita: squalifica.

In caso un atleta compia azioni illegali, o in caso un atleta manifesti comportamenti giudicati scorretti o offensivi, gli potrà essere assegnato un "warning". I warning vengono così conteggiati:
- primo warning: richiamo ufficiale;
- secondo warning: -1 punto;
- terzo warning: -1 punto;
- quarto warning: squalifica.

### Tempo limite
Ogni combattimento si articola in uno o due round. La durata di ogni round varia da competizione a competizione, anche se in genere si aggira tra un minuto e mezzo e due minuti.

## Arbitraggio
L'arbitraggio è a carico di tre giudici di gara, uno dei quali viene designato come arbitro centrale. L'arbitro centrale è colui che dirige il combattimento, l'unica persona sul quadrato di gara autorizzato a parlare e l'unico giudice di gara a poter assegnare "warning" agli atleti in gara.
I comandi che possono essere impartiti dall'arbitro centrale sono i seguenti:
- "TOUCH GLOVES": un attimo prima dell'inizio del combattimento questo comando impone ai due atleti di "salutarsi";
- "FIGHT": questo comando dà inizio al combattimento e fa riprendere il combattimento dopo uno "stop";
- "STOP": questo comando impone agli atleti di smettere di combattere e tornare alle loro posizioni iniziali. L'arbitro centrale è tenuto a fermare il combattimento nel caso lui o un altro arbitro della terna segnalino una tecnica andata a segno, se un atleta esce dal quadrato di gara, se un atleta finisce a terra, per effettuare un richiamo, in caso di infortuni o nel caso lo ritenga necessario per garantire la sicurezza sul quadrato di gara;
- "TIME": questo comando viene usato per fermare o far ripartire il timer, l'arbitro centrale può fermare il tempo ogni volta che lo ritiene necessario (anche un atleta può richiedere all'arbitro centrale di fermare il tempo sollevando un braccio durante il combattimento).
- "EXIT": questo comando viene usato per attribuire un'uscita dal tatami di un atleta.

### Modalità di assegnazione dei punti
Durante il combattimento se uno qualsiasi dei tre arbitri vede una tecnica andata a segno, è tenuto ad indicare l'atleta che ritiene sia andato a punto alzando la mano verso il suo angolo iniziale e sollevando un numero di dita pari al punteggio che ritiene spetti all'atleta. Ogni volta che un arbitro segnala una tecnica andata a punto l'arbitro centrale darà lo "stop" e tutti gli arbitri si esprimeranno secondo le stesse modalità sopraindicate o incrociando le mani nel caso ritengano che non vada assegnato alcun punto a nessun atleta. Gli arbitri possono inoltre segnalare le uscite degli atleti. Dopo che tutti gli arbitri si saranno espressi, l'arbitro centrale annuncerà l'eventuale assegnazione di punti o uscite, decidendo per maggioranza, per poi far riprendere il combattimento.

## Equipaggiamento
Durante il combattimento ogni atleta dovrà essere munito del seguente equipaggiamento: 
- divisa rappresentativa del suo team;
- cintura (in alcune manifestazioni può essere facoltativa).

Sono altresì obbligatorie durante il combattimento le seguenti protezioni: 
- guanti a mano aperta;
- parastinchi;
- calzari;
- caschetto;
- paradenti;
- gomitiere;
- conchiglia;
- paraseno (solo per le donne).

È assolutamente vietato indossare alcun tipo di accessori o monili (collane, anelli, orecchini ecc.).